# Berenschot (molen)
Berenschot's Watermolen is een Nederlandse watermolen met onderslagrad, een korenmolen aan de rivier de Boven-Slinge. De maalinrichting is een maalstoel die bestaat uit een tweetal kunststenen met een afmeting van 16der (140 cm).
De molen ligt in het zuiden van Winterswijk in de Gelderse Achterhoek vlak bij buurtschap het Woold, in het natuurgebied de Bekendelle. Het is een rijksmonument.

## Geschiedenis
1652
In 1652 bouwde de heer Adriaen van Eerde tot Pleckepol de molen. De molen behoorde bij de havezathe ”het Plekenpol”. Hij bouwde 2 molens: een korenmolen (nu Berenschot’s Watermolen), een oliemolen (aan de andere kant van de beek) en een woonhuis voor de molenaar.
In 1718 kwam de molen in handen van Mathias Walyen. Deze man kreeg de molen als aflossing van een lening die de familie van Eerde niet meer kon betalen.
In 1726 worden de molens, het woonhuis en de tuin verkocht aan de Wooldse familie Roerdink. J. Roerdink betaalde er £336,05 voor.
1749
In 1749 was de herbouw voltooid en lieten J. Roerdink en zijn vrouw C. Roerdink een kalkstenen gedenksteen met inscriptie metselen in de voorgevel van de molen. De molen kreeg in die tijd een nieuwe naam, namelijk "de Nieuwe Molen”.
1847
In 1847 behoorde de molen aan E. Roerdink en was “de Nieuwe Molen” nog steeds een dubbelmolen. De korenmolen had twee onderslagraderen van 4,70 m. middellijn en een bovenslagrad van 1,70m., elk met één steenkoppel. De oliemolen had toentertijd een onderslagrad van 4,70 m.
1848
In 1848 is de Oliemolen ingestort. Tot op heden is onbekend wat de oorzaak is.
1862
Om E. Roerdink zijn bedrijf beter te kunnen laten werken, vroeg hij in 1862 verlof aan Gedeputeerde Staten van Gelderland, een windmolen te mogen bouwen. Hij kreeg hiertoe machtiging met de bepaling ‘dat de molen voor 31 december 1863 in werking gebragt zal moeten worden’. Van deze windmolen laat een prentbriefkaart uit plm. 1900 alleen nog de achtkante bakstenen onderbouw zien.
1863
In 1863 werd er, op dezelfde plek als waar nu de Schoppe staat, een windmolen gebouwd. Deze windmolen werd toentertijd door, E. Roerdink, gebouwd om productie te kunnen blijven draaien. Boeren uit de omgeving lieten hun graag steeds meer in Duitsland malen. Ook had de watermolen seizoensgebonden te maken met laag water, waardoor de watermolen niet kon malen. Door een wind- en watermolen was er geen sprake van inkomstenderving. Nadat de windmolen in 1896 was afgebroken werd er een Schoppe gebouwd voor de opslag van dakpannen, voertuigen, palen, etc.
Een steen die onder een gebintspaal in “De Schoppe” heeft gezeten, getuigt hier nog van. Deze steen ligt nu in de maalruimte van de watermolen.
In 1911 waren er door huwelijken en verervingen bij de familie Roerdink 9 eigenaren van de molen.
1911
Op 22 juli 1911 werd de molen verkocht aan de heer en mevrouw G.W. Berenschot (1e Berenschot generatie) voor £ 14.550,-. G.W. Berenschot was handelaar in graan, stro, eieren, boter, etc. Hij kocht de molen voor zijn zoon D.J. Berenschot. De molen kreeg toentertijd ook weer een andere naam, namelijk “de Berenschot Molen”.
In 1920 heeft zijn zoon D.J. Berenschot (2e Berenschot generatie) de watermolen overgenomen.
In 1922 heeft D.J. Berenschot via een veiling de dubbelmolen (oliemolen en korenmolen) “Den Helder” gekocht. Deze dubbelmolen staat een eindje verder stroomopwaarts. D.J. Berenschot kocht de dubbelmolen om zodoende een concurrent uit te schakelen. Dubbelmolen “Den Helder” maalde na de overname namelijk niet meer. De korenmolen “Den Helder” werd in 1927 verkocht met een maalverbod. De oliemolen werd verkocht aan D.J. Berenschot’s jonge neef J. te Selle die slechts woon- en werkruimte zocht. De oliemolen werd niet meer gebruikt.
1936
In 1936 werd de watermolen overgenomen door J. Buunk en H. Buunk-Berenschot (3e generatie). Hun (schoon)vader D.J. Berenschot is plots vroeg overleden, waardoor er na een korte tijd weer een opvolging volgde.
1940
Buunk heeft verschillende verbeteringen aangebracht in de watermolen. Zo plaatste hij onder de beide steenkoppels elk een schroef, die het meel naar de menger voerden. De karen werden zo vol mogelijk gestort; vanuit de molen, bij de stenen, was er een telefoonverbinding met het woonhuis. In de molen werd de hoorn er af gelegd en in huis kon de molenaar nu door de telefoon luisteren en aan het ‘zingen’ van de stenen horen of alles goed liep. Vooral in de jaren 1940 – 1945 heeft dit systeem goede diensten bewezen, toen er vaak dag en nacht gemalen werd. Verder was er een builinrichting aanwezig. Om gemakkelijker controle op het boven peil te kunnen houden, was er boven de stuw op het water een vlotter gelegd, die bij te hoog water contact maakte met een kwikschakelaar. Dan ging de bel van de huistelefoon over, die alleen tot zwijgen kon worden gebracht door het water te laat zakken.
1960
Tot 1960 is de watermolen in bedrijf geweest als veevoer maalderij. Een grote overstroming van de Slingebeek vernielde op 5 december 1960 het waterrad. De watermolen werd al niet veel meer gebruikt, omdat het was overgegaan tot aanschaf van een hamermolen. Een hamermolen (elektronisch aangedreven) kan per uur meer graan en andere grondstoffen vermalen dan een koppel molenstenen.
Na de oorlogjaren heeft de molen nog lange tijd dienst gedaan, maar na de vernieling in 1960 werd de toestand van het gebouw en vooral het lopend werk, met name het rad, zo slecht, dat malen niet meer mogelijk was. Na lang wachten op herstel leken er in 1977 toch tekenen te komen die wijzen naar betere tijden. Het kon nog net.
1964
In 1964 hebben J. Buunk en H. Buunk-Berenschot een grote graansilo gebouwd ter opslag. Moderne machines zoals hamermolens, melasse mixer, snelmenger en een brokkenpers produceerden vele soorten diermengvoeders.
De Graansilo staat naast de watermolen. Vroeger waren diverse producten hierin opgeslagen, tegenwoordig is de Graansilo leeg en is er binnenin alleen nog de stalen bouwconstructie zichtbaar.
1977
In 1977 is de watermolen overgenomen door J.G.W. Buunk.
In 1984 is het binnenwerk van de watermolen en de maalzolder gerestaureerd. De 'opzakruimte' en graanzolder, waar vroeger het graag en meelzakken lagen opgestapeld, is in authentieke staat hersteld.
In 1987 is de productie van de maalderij stopgezet. J.G.W. Buunk was de laatste molenaar van Berenschot's Watermolen.
Van 1988 tot 1991 heeft J.G.W. Buunk eigenhandig de watermolen verbouwd tot restaurant.
Op 29 juni 1991 is de watermolen als restaurant officieel geopend door J.G.W. Buunk en T. Schwarte.
In 1998 hebben J.G.W. Buunk en T. Buunk-Schwarte tijdens het renoveren van de Schoppe is het stuk gevelsteen uit 1865 van Familie Roerdink terug gevonden onder een van de gebintspalen. Deze steen heeft een inscriptie van het echtpaar Roerdink-te Strake, vroegere eigenaren van de watermolen. Deze gevelsteen is te bezichtigen in de maalruimte van de watermolen.
2009
Op 1 januari 2009 heeft C.M. Buunk (5e generatie) de watermolen overgenomen.
Samen met haar ouders J.G.W. Buunk en T. Buunk-Schwarte (4e generatie) hebben zij zich tot 2015 samen ingezet om de Schoppe en Watermolen te kunnen renoveren.
In 2012 waren de renovaties aan de Schoppe klaar. De Schoppe is in oude staat hersteld met haar gebintspalen nog geheel intact. De ruimte is klaar gemaakt als ruimte waar grote gezelschappen ontvangen kunnen worden.
In 2015 waren de grondige renovaties afgerond aan de watermolen. In samenwerking met Waterschap Rijn IJssel zijn de kademuren, stuw, vloedbed, brug en het waterrad gerenoveerd.
Tijdens deze renovaties is nog de oude kademuur uit begin 1900 ontdekt in het water onder het zand. Deze was toentertijd geplaatst door de 2e en 3e generatie Berenschot (vader en schoonzoon). Ook is er een oude molensteen van de Oliemolen, die vroeger aan de overkant van de beek heeft gestaan, gevonden.
Naast de renovaties is er ook een vispassage geplaatst. Deze kunt u vinden bij de brug. De vispassage heeft een vakverdeling van 36 kamertjes met een onderling hoogteverschil van 6 cm. Via de vispassage kunnen vissen van de ene kant naar de andere kant van de Slingebeek komen.

## Externe links

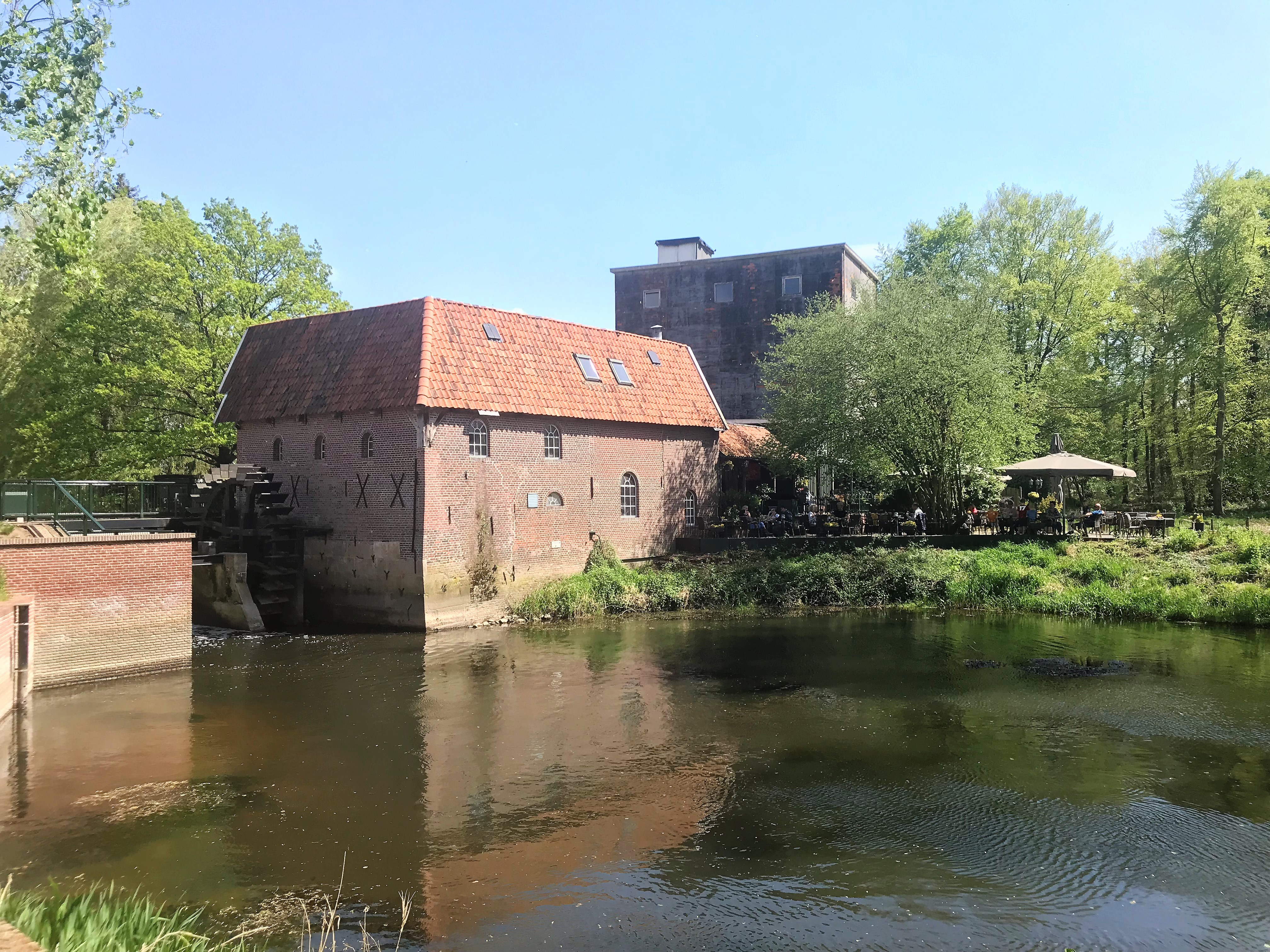
Berenschot's Watermolen 2019.